# 이반 아마야
이반 아마야 카라소(스페인어: Iván Amaya Carazo, 1978년 9월 3일, 마드리드 주 마드리드 ~)는 스페인의 전직 축구 선수로, 현역 시절 중앙 수비수로 활약했다.

## 클럽 경력
마드리드 태생인 아마야는 고향 라요 바예카노에서 프로 무대에 입문하여 처음 2년 동안 도합 31번의 1군 경기에 출전했고, 이 중 1년차는 세군다 디비시온에서 보냈는데, 승격에 성공했다. 그 후, 그는 2부 리그 소속 구단에 남았는데, 마드리드의 또다른 구단 아틀레티코 마드리드와 2년 계약을 맺고도 그리 많이 출장하지 못했다.
라 리가의 에스파뇰에서 큰 인상을 주지 못한 아마야는 2003-04 시즌에 헤타페 소속으로 40경기에 출전하여 본인의 세번째 1부 리그 승격(헤타페의 사상 첫 1부 리그 승격)을 이룩했다. 그러나, 그는 이듬해에 그리 많은 출전 기회를 잡지 못하여 2005년 1월에 시우다드 무르시아로 이적해 소속 구단의 주축 수비수로 발돋움했다.
이후 아마야는 2부 리그 엘체에서 2년을 활약했다. 2009년 7월, 그는 우디네세로 이적했지만, 바로 그라나다로 임대되어 스페인 무대에 복귀했다. 같은 국적 오스카르 페레스도 이탈리아 구단에 같이 입단했지만, 같은 시즌에 7명의 다른 선수들과 함께 두 구단의 제휴계약에 따라 입단했다.
안달루시아 연고 구단의 1부 리그 승격 성공 후, 아마야의 임대 계약은 2010-11 시즌까지로 연장되었지만, 그의 계약은 2010년 8월 26일에 파기되었다. 그 다음 날, 그는 또다른 3부 리그 구단인 무르시아에 입단했다.

## 국가대표팀 경력
아마야는 2000년 하계 올림픽에 참가한 스페인 U-23 국가대표팀 일원이었다. 그는 스페인이 시드니에서 은메달을 획득하는데 큰 영향을 미쳤지만, 카메룬과의 경기에서는 자책골을 넣어 유럽의 스페인은 1-2로 끌려나갔고,(결국 120분 끝에 2-2로 비겼다) 이어지는 승부차기에서도 주자로 나섰지만, 여기에서도 패하여 준우승에 머물렀다.

## 사생활
이반 아마야의 남동생 안토니오도 축구 선수로, 중앙 수비수로서 활약했다. 그는 인근 라요를 대표로 출전한 적도 있다. 둘은 롬 계통의 부모님으로부터 났다.

## 수상
스페인 U-23
- 올림픽 은메달: 2000[9]